# Celler Cooperatiu de Ripollet
El Celler Cooperatiu de Ripollet és un edifici de Ripollet (Vallès Occidental) que estava dedicat a l'elaboració de vi.

## Història
L'edifici original es va construir el 1920 per la societat 'Celler Cooperatiu Ripollet-Cerdanyola', formada per pagesos rabassaires dels dos municipis, a la riba dreta del riu Ripoll. L'edifici, de dues naus d'estil modernista, fou dissenyat per l'arquitecte Cèsar Martinell i Brunet. Les riuades de 1962 van destruir el pont de pedra que unia els dos municipis i van inundar el celler, que es va poder recuperar, però que l'any 1973 va ser enderrocat  per a construir l'autopista Barcelona-Terrassa.
El nou Celler Cooperatiu es va construir a la carretera de l'Estació, també prop del nou pont de vianants. És un edifici entre mitgeres, amb la façana d'obra vista, amb un cert regust de celler modernista. La comissió liquidadora del Celler Cooperatiu va vendre l'edifici a l'Ajuntament el 2021.